# Álava
Alava (španjolski: Álava, baskijski : Araba) pokrajina je u Španjolskoj. Sastavni je dio baskijske autonomne zajednice. 
Prema španjolskom ustavu Alava je dvojezična. Službeni jezici su španjolski i baskijski. Unatoč tomu samo manji dio stanovništva govori baskijski.

## Etimologija
Alava je izgrađena oko rimskog zdanja zvanog Alba na putu ab Alba Asturica Burdigalam (moguće kod današnjeg sela Albeniza u blizini Salvatierre/Aguraina), zbog čega se ponekad tvrdilo da ime možda proizlaziti iz spomenika. Međutim, prema Kraljevskoj akademiji baskijskog jezika, podrijetlo može biti i drugo: Ime se prvi put našlo u muslimanskim ljetopisima iz 8. stoljeća, spominjuci alaveške ravnice (španjolski: Llanada Alavesa, baskijski:Arabako Lautada), laua na starobaskijskog (danas lautada) s arapskim članom(al + laua), razvija se u španjolski Álava i baskijski Araba (tipičan razvoj l u r između samoglasnika).

## Stanovništvo
Alava ima 315.525 stanovnika.

## Povijest
Alava bila naseljena još u predrimsko doba plemenima Autrigones, Caristios, Varduli i Berones.  Rimskom dobu se pripisuju velika nalazišta u najsjevernijem dijelu (Aloria) i središnjem (Iruña-Veleia, Arkaia, San Roman)- kuda prolazi cesta Asturica Burdigalam - i u južnom (Campezo).Prvi pisani spomen ovog naziva pojavljuje se u 9. stoljeću u Sebastianovom ljetopisu za vrijeme astursko-leonskog kralja Alfonsa III.

### Sukobi s muslimanima
Muslimanski napadi na Alavu su bili vrlo brojni,  a Alava je možda područje koje je pretrpjelo najviše od svih pokrajina na iberskom poluotoku.
Godine 767., s Rahmanom I., prema arapskim kronikama, došlo je do ekspedicija protiv Álave pod zapovjedništvom Bedra, počevši, kao i većina od La Rioje i ušavši kroz Pancorbo i ravnicu Miranda.
Godine 791., s Hishamom I. muslimanska vojska pod zapovjedništvom generala Ubaidullaha bin Osmana.
U 792. godini, samo što je na prijestoljes stupio Alfonso II. od Asturije, ovaj put su muslimani pod vodstvom generala Abd al- Malik ben Mugith opljačkali svu ravnicu.
Godine 794., muslimani napadaju na s čelu Abd al-Karimom, ali onda padaju poraženi od Alfonsa II. od Asturije u Lutosu, u astrurijskim zemljama.
Godine 796., dogodio se još jedan napad, u organizaciji pokojnog Hišama I.
Godine 801., na čelu s princom Moawijom, emirovim bratom. Napadajući Kastiliju i Álavu muslimanska vojska je poražena u klisuri blizu Mirande, u zasjedi koji su pripremili Alavezi, u bitci kod Lapuebla de Arganzon.
Godine 803.  Kastiliju i Alavu pogađa još jedan napad vojske na čelu s jednim od braće Ben Mugith. Postoji vrlo malo izvora o tom napadu i vrlo je vjerojatno bio neuspješan.
Nakon godina mirna i nakon smrti Alhakéna I., na vlast dolazi Abderrahman II., koji predvodi najnasilniji napad u povijesti Alave, prema arapskim izvorima, prilikom čega su ušli kroz jedan tjesnac zvani Guerniq, iza kojeg je bila jedna ravnice gdje ih je dočekao neprijatelj. Arapske trupe su pale na tim ravnicama. Sva ta mjesta su zatekli pusta jer su njihovi stanovnici pobjegli.
Napad koji se zbio u ljeto 822. Abd al-Karim je napao zemlje Alave pljačajući ih. Nakon što je primio obećanje o podređenju Kastilije i Alave, ' Abd al - Karim se vratio u Córdobu uzevši brojne taoce za jamstvo. Ovaj strašni pohod utjecao gotovo isključivo regiju Alavu.
Još jednu ekspediciju protiv Alave je opisao arapski povjesničar Ibn Hayyan. Spominje se godine 825. kordopska vojna postrojba na čelu s Ubaydom Allahom, koja je u suradnji s Baskima iz Pamplone, tadašnjim saveznicima emira, ušla u kolovozu u alavesku nizinu dostigavši "gore Madchus ili štovatelja vatre" gdje je, nakon teških borbi uništila kršćanske snage. Te planine koje su im blokirale put i mogu biti se u rasponu od planina Gorbea do masiva Aitzgorri.
Godine 838.  pod vodstvom prica Saida i godine 839 pod vodstvom Musa ibn Musa.
Posljednji napad protiv Alave za vrijeme vladavine Alfonsa II. bio je u ljeto 842., u godini smrti ovog asturskog kralja.
Tijekom vladavine Ordoño I.  Od Asturije, oko godine 854. mogao je biti još jedan napad protiv Alave, ali nema mnogo pojedinosti o tome.
Godine 863. vojska pod vodstvom generala Abd al-Malika ibn al-Abbas napala je i devastirala područje Alave.
Godine 867. princ Al–Hakkam će opet napasti, zauzevši dvorac Guerniq (ili Yarniq), isti iz pohoda godine 823. Točno mjesto dvorca je nerazjašnjeno. Ne zna se je li bilo na području sadašnje luke Azaceta ili na području između Etxabarri-Ibiña i Miñano Mayor, zvane Guernica.
Godine 882. kordopska vojska napada na Álavu počevši od La Rioje. Pokušali su ući preko utvrde  (gradine)  Cellorigo, ali ih je grof Vela Jiménez odbio, nedugo nakon što pokušaj preko Pancorbo također nije uspio.
Godine 883. ponavljaju se rezultati iz prethodne godine, s istim sudionicima. To je bila posljednja godina cikličkih racija.
Alava se rješava stalnih napada, osim Almanzora iz 1000. godine, kada s rekonkvistom i naseljavanjem u vrijeme kralja Alfonsa III. muslimanski napadi kreću silaznom putanjom.

### Srednjovjekovno ustrojstvo
U osmom stoljeću Álava je već bila dio Asturskog kraljevstvo od vladavine Fruele I. Asturias, ali tek u devetom stoljeću asturijski monarhija organizira Álavu kao grofoviju, koja ne nestaje do kraja dvanaestog stoljeća, kada je Sancho VI. od Navarre uvodi Alavi nove oblike pravne i političke organizacije i izdavanja povlastica za gradove kao što je Vitoria-Gazteiz.
Između devetog i jedanaestog stoljeća teritorij koji pokriva danšnju Alavu bio je bio dio grofovije Kastilije, koja je pripadala kraljevstvu León do 932. kada Kastilija se osamostaljuje i kasnije postaje Kraljevstvo Kastilije (oko 1065.)  Álava se nakratko pridružuje Kastiliji kada se, iskoristivši probleme oko nasljeđivanja, lokalni plemić zvani Elyon ili Eglyón pobunio. Rodrigo de Castilla, prvi grof Kastilje bio je zadužen za gušenje pobune koja se činila gotovom ( 867. ili 868. ) čak i bez podizanja mača.  To može biti razlog što je od tog trenutka grof Rodrigo također proširio svoju vlast nad Alavom. Iako se njegovo ime ne pojavljuje u dokumentima potpisanim u domenama biskupije Valpuesta,   pojavljuje se u darovnici Obarenes (870.), i u pismu alaveškog samostana San Millán de Salcedo ( 18. travnja 873.), u dolini Cuartango skupa s gospodinom Sarracín Muñoz, koji je mogao biti Rodrigov poručnik za Alavu.
Fernan González, u kasnom desetom stoljeću postaje grof Kastilje i Álave (oko 931. – 944. ) ujedinjuje teritorije i postiže autonomiju za kastilsku grofoviju.
Tijekom većeg dijela XII. stoljeća grofovija Álava   bit će povezana s Kraljevinom Navarom, ali godine 1199. kralj Sančo VII. od Navare gubi Vitoriju i većinu Álave u korist kastiljanskog kralja Alfonsa VIII. U kontekstu rata između Kastilje i Navare bratstvo Arriaga će završiti " predavši se dobrovoljno "  Kastiliji.
La Rioja Alavesa, s jezgrom oko grada Laguardije i dalje će biti dio Kraljevine Navare do kasnog petnaestog stoljeća, kada je, u kontekstu građanskog rata u Navari, Kastilja osvojila teritorij.

## Zemljopis
Alava je kopneni teritorij i ima uglavnom prijelaznu klimu između vlažnih, susjednih sjevernih pokrajina na Atlantiku i suhe i toplije zemlje južno od rijeke Ebro. U skladu s reljefom i krajobraznim obilježjima, teritorij je podijeljen u pet glavnih područja:
- podnožje brda Gorbea: zeleni brežuljkasti krajolik
- doline: niske doline, suša područja, rijetko naseljene
- ravnice: srce Alave, koja uključuje Vitoria i Salvatierru, sa središnjem urbanom području i poljodjelskim krajolikom i omeđen južno i sjeverno baskijskim gorjem
- alaveške planine: više šumsko područje
- alaveška Rioja: orijentiran prema jugu, na lijevoj obali rijeke Ebro, pogodna za vinograde.
- Ayala: područje oko rijeke Nervión, sa svojim glavnim gradovima Amurrio i Laudio. Regija pokazuje bliske veze s Bilbaom i biskajskim industrijskim područjem.

Za razliku od Biskaje i Gipuskoe, ali i Ayale i Aramaioja, vode Álave teku u Ebro, a time i prema Mediteranu dvjema glavnim plovnim putevima, Zadorrom (okosnicom Álave) i rijekom Bayasa. Osim toga, rezervoar Zadorra skuplja veliku količinu vode koja opskrbljuje ne samo glavni grad nego i druge velike baskijske gradove kao što je Bilbao.
Dok su godine 1950. poljoprivreda i stočarstvo oblikovali krajolik područja (42,4 % vs. 30,5% radne snage u industriji i građevinarstvu), trend je pomaknut postupno tijekom 1960-tih i 1970-tih godina na temelju rastuće industrijske aktivnosti u alaveskim ravnicama (Llanada Alavesa), uz glavni fokus koji leži na industrijskim imanjima Vitoria-Gasteiz (Gamarra, Alija i Alija Gobeo) i u manjoj mjeri, Salvatierra-Agurain i Araia. Na prijelazu u 21. stoljeće, samo 2%  radno sposobnog stanovništva u Alavi se bavilo poljoprivredom, dok je u tercijarnom sektoru bilo 60%  a 32% u sektoru proizvodnje.  Željezna i metalna industrija razvila se mnogo ranije u atlantskom području.

## Upravna podjela
Alava je danas podijeljena na seljedeće Županije (Cuadrillas/Quadrillas):
- Cuadrilla de Añana
- Cuadrilla de Ayala
- Cuadrilla de Campezo-Montaña Alavesa
- Cuadrilla de Laguardia-Rioja Alavesa
- Cuadrilla de Salvatierra
- Cuadrilla de Vitoria (Poklapa se s općinom Vitoria)
- Cuadrilla de Zuya

Te županije su sastavljene od 51 općine.

Velika većina stanovništva je okupljena u glavnom gradu Alave, Vitoria-Gasteiz, koja je ujedno i glavni grad autonomne zajednice, ali ostatak teritorija je slabo naseljena s populacijom nukleusa distribuiranoj u sedam županija (cuadrillas): Ananas ; Ayala; Campezo; LaGuardia; Salvatierra; Vitoria-Gasteiz; Zuya. 

## Kneževi Alave
Popis vladara (suvremena španjolska imena):
- Eylon, do 866.
- Rodrigo oko.867. – 870., grof od Kastilije
- Vela Jiménez 870.–c.887.
- Munio Velaz c.887.–c.921.
- Álvaro Herrameliz c.921. – 931., također grof od Cereza i Lantaróna
- Fernán González 931. – 970., također grof Kastilije Álava postaje feud Kastilije do 1030.
- García Fernández 970. – 995.
- Munio González 1030. – 1043.
- Fortunio Íñiguez 1043. – 1046.
- Munio Muñoz (suknez) 1046–1060, Álava postaje feud Navare, 1046. – 1085.
- Sancho Maceratiz (suknez) 1046. – 1060.
- Ramiro 1060. – 1075.
- Marcelo 1075. – 1085.
- Lope Íñiguez 1085–?,  Álava postaje feud Kastilije do 1123.
- Lope Díaz bijeli' ?–1093.
- Lope González 1093. – 1099.
- Lope Sánchez 1099. – 1114.
- Diego López I. 1114. – 1123.
- Ladrón Íñiguez 1123. – 1158., Álava postaje feud Navare do 1199.
- Vela Ladrón 1158. – 1175.
- Juan Velaz 1175. – 1181.
- Diego López II. 1181. – 1187.
- Íñigo de Oriz 1187. – 1199.
- Diego López de Haro I 1199. – 1214., Álava postaje feud Kastilije do personalne unije 1332.
- Lope Diaz de Haro I 1214. – 1240.
- Nuño González de Lara 1240. – 1252.
- Diego López de Haro II 1252. – 1274.
- Fernando de la Cerda 1274. – 1280.
- Lope Díaz II. de Haro 1280. – 1288.
- Juan Alonso de Haro 1288. – 1310.
- Diego López de Salcedo 1310. – 1332.

Ovu titulu su nakon 1132. nosili kraljevi Kastilije.

## Poznate ličnosti iz Alave
- Andoni Zubizarreta

## Vanjske poveznice
- http://www.alava.net/